# Kanton Le Louroux-Béconnais
Kanton Le Louroux-Béconnais (fr. Canton du Louroux-Béconnais) je francouzský kanton v departementu Maine-et-Loire v regionu Pays de la Loire. Tvoří ho sedm obcí.

## Obce kantonu
- Bécon-les-Granits
- La Cornuaille
- Le Louroux-Béconnais
- Saint-Augustin-des-Bois
- Saint-Clément-de-la-Place
- Saint-Sigismond
- Villemoisan